# Донецкий экзархат УГКЦ

герб

Донецкий экзархат (укр. Донецький екзархат, лат. Archiepiscopi Exarchatus Doneckiensis) — экзархат Украинской грекокатолической церкви с кафедрой  в городе Донецк, Украина. Кафедральный собор — храм Покрова Пресвятой Богородицы в Донецке. Экзархат входит в Киевскую митрополию УГКЦ.

## Территория
Экзархат охватывает Донецкую, Луганскую, Днепропетровскую и Запорожскую области Украины.

## История
Экзархат был основан 11 января 2002 года согласно решению Синода УГКЦ путём его выделения из архиепископского экзархата Киева — Вышгорода (сейчас — Архиепархия Киева).
Первым экзархом был назначен епископ Степан Менёк, хиротония которого произошла 15 февраля 2002 года в соборе св. Юра во Львове.
Интронизация новоизбранного экзарха прошла 12 мая 2002 года в храме Покрова Пресвятой Богородицы в Донецке.
17 марта 2009 года епископом-помощником Донецко-Харьковского экзархата был назначен владыка Василий Медвит.
2 апреля 2014 года из Донецко-Харьковского экзархата был выделен новообразованный Харьковский экзархат.

## Деканаты
В состав Донецкого экзархата УГКЦ входят четыре деканата:
- Днепровский
- Донецкий
- Запорожский
- Краматорский

## Ординарии экзархата
- экзарх Степан Менёк C.SS.R. (с 11 января 2002 года)

### Епископы-помощники
- епископ-помощник Василий Медвит O.S.B.M. (с 17 марта 2009 года)

## Источник
- Annuario Pontificio, Libreria Editrice Vaticana, Città del Vaticano, 2011.